# Tova Ilan
Tova Ilan (hebrejsky טובה אילן‎, 1. června 1929 – 18. března 2019) byla izraelská politička a bývalá poslankyně Knesetu za stranu Mejmad

## Biografie
Narodila se v Rakousku, podnikla aliju do britské mandátní Palestiny a vstoupila do Hagany. V roce 1951 se stala členkou kibucu Ejn Curim a v letech 1951 až 1960 pracovala s organizací Alija mládeže. Následně v letech 1961 až 1972 působila jako ředitelka střední školy oblastní rady Šarif. V roce 1987 založila Centrum židovských studií Ja'akova Herzoga, jehož byla do roku 2001 ředitelkou a poté prezidentkou.
V izraelském parlamentu zasedla po volbách do Knesetu v roce 2003, v nichž nastupovala za společnou kandidátní listinu Izraelská strana práce-Mejmad. Patřila k levicové, nábožensky orientované formaci Mejmad. Mandát získala až dodatečně v lednu 2006, jen pár měsíců před koncem volebního období, jako náhradnice za Efiho Oš'aju, který rezignoval. Do činnosti Knesetu se už výrazněji nezapojila.